# 주제네바 홍콩 경제무역대표부
주제네바 홍콩 경제무역대표부(중국어: 香港駐日內瓦經濟貿易辦事處, 영어: Hong Kong Economic and Trade Office (Geneva), 준말: HKETO (Geneva), 프랑스어: Bureau économique et commercial de Hong Kong à Genève)는 중화인민공화국 홍콩 특별행정구 정부가 스위스 제네바에 설치한 홍콩 경제무역대표부이다.
세계무역기구(WTO)와 경제협력개발기구(OECD) 무역위원회에서 홍콩 특별행정구 정부를 대표하는 기구이며 세계무역기구가 중요시하는 "규칙에 기반한 다자간 자유 무역"을 촉진하고 홍콩의 무역과 경제적 이익을 발전시키는 역할을 한다. 영국령 홍콩 시대인 1967년에 정식 설립되었다. 홍콩은 1986년에 세계무역기구의 전신인 관세 무역 일반 협정(GATT)에 가입했다. 대표부의 기관장은 "주세계무역기구 중화인민공화국 홍콩 특별행정구 상임대표"(중국어: 中華人民共和國香港特別行政區駐世界貿易組織常設代表, 영어: Permanent Representative of the Hong Kong Special Administrative Region of China to the World Trade Organization)라고 부른다.

## 역대 대표
1. 하빙선 (중국어: 夏秉純, 임기: 1994년 ~ 2002년)
2. 로지궝 (중국어: 羅智光, 임기: 2002년 ~ 2004년)
3. 토니 밀러 (영어: Tony Miller, 중국어: 苗學禮, 임기: 2004년 ~ 2007년)
4. 궉랍싱 (중국어: 郭立誠, 임기: 2007년 ~ 2012년)
5. 시뒨얀 (중국어: 史端仁, 임기: 2012년 ~ 2014년)
6. 정빅관 (중국어: 楊碧筠, 임기: 2014년 ~ 2019년)
7. 로지홍 (중국어: 羅志康, 임기: 2019년 ~ 현재)

## 같이 보기
- 홍콩 경제무역대표부